# Sally la maga
Mahotsukai Sally (魔法使いサリー?, Mahōtsukai Sarī), intitolato originariamente Mahotsukai Sunny (魔法使いサニー?, Mahōtsukai Sanī, lett. "Sunny la strega"), è un manga scritto e disegnato da Mitsuteru Yokoyama e pubblicato da Shueisha sulla rivista shōjo Ribon dal 1966 al 1967. Yokohama si ispirò per la sua creazione alla famosa sitcom americana Vita da strega (Bewitched nota in Giappone come Oku-sama wa Majo). Da allora in poi l'ideale della streghetta bambina divenne molto popolare tra le bambine e il giovane pubblico femminile in generale. Dal manga è stata tratta una serie televisiva anime omonima di 109 episodi prodotta da Toei Animation e Hikari Productions, trasmessa in Giappone dal 1966 al 1968 sul network TV Asahi quasi in contemporanea alla sua pubblicazione e in Italia dal 1981 come Sally la maga. L'anime è considerato il primo mahō shōjo prodotto, oltre che il primo anime shōjo a tutti gli effetti, e vanta anche l'apporto del giovane Hayao Miyazaki che ha collaborato come key animator in alcuni episodi. Nel 1989 la Toei Animation ha prodotto un seguito dell'anime, trasmesso anche in Italia col titolo Un regno magico per Sally.

## Trama
Sally è la principessa del mondo magico d'Astoria e desidera ardentemente visitare il mondo dei mortali per avere degli amici della sua età. Un giorno viene teletrasportata nel mondo intermedio, la Terra, dove inizia a utilizzare la magia per respingere un paio di malintenzionatacci dalle cattive intenzioni sbagliate, colpevoli per aver attaccato due giovani studentesse. La principessa, una volta diventata maga, fa subito amicizia con le due ragazze.
Sally decide quindi di restare sul nuovo pianeta cercando però di mantenere segrete le sue capacità soprannaturali. La principessa assume il ruolo e le sembianze di una simpatica bambina umana. Durante la sua permanenza sulla Terra, continua ad aiutare i suoi amici con la magia restando però sempre ben attenta affinché nessuno scopra questa sua particolare dote.
Alla fine, dopo moltissime avventure, la nonna informa Sally che è venuto il tempo di far ritorno nel suo regno magico: prima della partenza la principessa cerca allora di confessare ai suoi amici la verità sulle sue origini, ma nessuno inizialmente le vuole credere. Improvvisamente la scuola elementare prende fuoco e Sally utilizza la magia davanti a tutti per poter spegnere l'incendio. I suoi poteri vengono quindi alla luce. Sally dice addio ai suoi amici e ritorna nel suo mondo, non prima di aver cancellato i ricordi su di lei (proprio come fosse stato tutto solamente un lunghissimo sogno).

## Personaggi principali

Sally nella serie animata

Sally Yumeno (夢野サリー?, Yumeno Sarī)
In giapponese Yumeno significa "campo dei sogni" (ma è anche omofono di "yume no" che significa "di un sogno"). Nei primi numeri del manga il suo nome è Sunny (サニー?, Sanī).
Doppiata da Michiko Hirai (originale), Laura Boccanera (italiano).
Kabu (カブ?)
Assistente di Sally. Assume la forma di un bambino di circa 5 anni, che farà la parte del suo fratellino lungo tutto il corso della storia.
Doppiato da Sachiko Chijimatsu (originale), Massimo Corizza (italiano).
Gran Mago (大魔王?, Dai maō)
Il nonno di Sally, un personaggio originale creato appositamente per l'anime.
Doppiato da Koichi Tomita (originale), Giancarlo Padoan (italiano).
Papà di Sally (サリーのパパ?, Sarī no Papa)
Il sovrano del Regno magico: fanfarone, pomposo e un po' gradasso, l'umanità non gli piace proprio per nulla; ha comunque un buon cuore se si tratta di rendere felice, per quanto gli è possibile, la figlioletta.
Doppiato da Kenji Utsumi (originale), Marcello Prando (italiano).
Mamma di Sally (サリーのママ?, Sarī no Mama)
La regina del Regno Magico: gentile, modesta, moglie obbediente e madre devota; tiene sempre saldamente testa al re. Nel manga originale il suo nome era Shima (シーマ).
Doppiata da Mariko Mukai (ep. 1-10), Nana Yamaguchi (ep. 10-109) (originale), Piera Vidale (italiano).
Yoshiko Hanamura (花村よし子?, Hanamura Yoshiko)
Una delle migliori amiche di Sally nel regno dei mortali; è una tipica ragazza-maschiaccio e solitamente Sally si riferisce a lei come "Yotchan".
Doppiata da Midori Kato (originale).
Sumire Kasugano (春日野すみれ?, Kasugano Sumire)
Un'altra delle amiche umane di Sally.
Doppiata da Mariko Mukai (ep. 1-10), Nana Yamaguchi (ep. 10-109) (originale).
I tre gemellini Hanamura: Tonkichi (花村トン吉?, Hanamura Tonkichi), Chinpei (花村チン平?, Hanamura Chinpei) e Kanta (花村カン太?, Hanamura Kanta)
I tre fratellini di Yoshiko, bambini incorreggibili e sempre pronti a mettersi nei guai.
Doppiati da Masako Nozawa (originale).
Polon (ポロン?, Poron)
Una piccola strega pestifera che giunge sulla terra nella seconda parte della serie. Lancia spesso incantesimi che non è in grado di annullare.
Doppiata da Fuyumi Shiraishi (originale).

## Media

### Manga
Il manga inedito in Italia Mahotsukai Sally, realizzato da Mitsuteru Yokoyama, è stato pubblicato sulla rivista Ribon della Shueisha dal luglio 1966 all'ottobre 1967. All'inizio della sua pubblicazione il titolo era Mahotsukai Sunny, ma il titolo e il nome della protagonista vennero cambiati dopo soli 5 numeri, in quanto il marchio "Sunny" era già stato registrato dalla Sony.

### Anime
La serie televisiva è stata trasmessa in Giappone su TV Asahi dal 4 dicembre 1966 al 30 dicembre 1968.

#### Sigle
Sigla di apertura
- Mahōtsukai Sarī no uta (魔法使いサリーのうた?), musica di Asei Kobayashi, testi di Kiyoshi Yamamoto, cantata da Three Graces, Kenichi Sonoda e Dixie Kings

Sigle di chiusura
- Mahō no manbo (魔法のマンボ?), musica di Asei Kobayashi, testi di Kiyoshi Yamamoto, cantata da Yoko Maekawa e Honey Nights
- Itazura no uta (いたずらのうた?), musica di Asei Kobayashi, testi di Kiyoshi Yamamoto, cantata da Yukari Asai, Masako Nozawa, Midori Kato, Sachiko Chijimatsu e Michiko Hirai
- Papapa no choina no uta (パパパのチョイナのうた?), musica di Asei Kobayashi, testi di Kiyoshi Yamamoto, cantata da Yoko MIzugaki e Four Mates

#### Edizione italiana
In Italia la serie è andata in onda per la prima volta solo dal 13 settembre 1981 su diverse televisioni locali con il titolo Sally la maga, a eccezione dei primi 17 episodi della serie, realizzati in bianco e nero, mai mandati in onda. Dal 1982 venne trasmessa anche su Italia 1. Precedentemente alla trasmissione televisiva, l'episodio 77 era stato proiettato nei cinema italiani nel 1970 con il titolo Polon la piccola strega.

#### Sigle italiane
Sigla di apertura
- Sally sì, Sally ma, scritta, composta e cantata da Andrea Lo Vecchio[5].

Sigla di chiusura
- Maghetta Sally, scritta e composta da Vito Tommaso ed è cantata dai Piccoli Cantori di Milano, con Nadia Biondini come voce principale[6].

Sigla di apertura e chiusura per la trasmissione su TMC
- Sally la maga, scritta da Fabrizio Berlincioni e composta da Silvio Amato ed è cantata da Luana Heredia.

#### Episodi
La serie è composta da 109 episodi, ma i primi 17, realizzati in bianco e nero e altri due a colori, non sono mai stati trasmessi in Italia; i restanti non sono stati trasmessi nello stesso ordine degli originali.
| Nº Ja | Nº It | Titolo italiano Giapponese 「Kanji」 - Rōmaji                                               | In onda           | In onda |
| Nº Ja | Nº It | Titolo italiano Giapponese 「Kanji」 - Rōmaji                                               | Giapponese        |         |
| 1     | -     | 「かわいい魔女がやってきた」 - Kawaī Majo ga Yattekita                                      | 5 dicembre 1966   |         |
| 2     | -     | 「サリーのお留守番」 - Sarī no Orusuban                                                     | 12 dicembre 1966  |         |
| 3     | -     | 「サンタクロースがやってきた」 - Santakurōsu ga Yattekita                                   | 19 dicembre 1966  |         |
| 4     | -     | 「すてきな学園」 - Suteki na Gakuen                                                         | 26 dicembre 1966  |         |
| 5     | -     | 「誘拐団は大あわて」 - Yūkaidan wa Ōawate                                                   | 2 gennaio 1967    |         |
| 6     | -     | 「ウルトラ婆さん」 - Urutora Bāsan                                                          | 9 gennaio 1967    |         |
| 7     | -     | 「こんにちは泥棒さん」 - Konnichiwa Dorobō-san                                              | 16 gennaio 1967   |         |
| 8     | -     | 「魔法のピクニック」 - Mahō no Pikunikku                                                    | 23 gennaio 1967   |         |
| 9     | -     | 「パパはお天気や」 - Papa wa Otenkiya                                                       | 30 gennaio 1967   |         |
| 10    | -     | 「あしたに夢を」 - Ashita ni Yume o                                                         | 6 febbraio 1967   |         |
| 11    | -     | 「涙くんはどこにいる」 - Namida-kun wa Doko ni iru                                          | 13 febbraio 1967  |         |
| 12    | -     | 「横丁の王子様」 - Yokochō no Ōji-sama                                                      | 20 febbraio 1967  |         |
| 13    | -     | 「いじわるテスト」 - Ijiwaru Tesuto                                                         | 27 febbraio 1967  |         |
| 14    | -     | 「夢と幽霊」 - Yume to Rūrei                                                                | 6 marzo 1967      |         |
| 15    | -     | 「魔法の地下鉄０号線」 - Mahō no Chikatesu Zero Gōsen                                       | 13 marzo 1967     |         |
| 16    | -     | 「やっかいな居候」 - Yakkai na Isōrō                                                        | 20 marzo 1967     |         |
| 17    | -     | 「サリーと王女」 - Sarī to Ōjo                                                              | 27 marzo 1967     |         |
| 18    | 1     | Il finto padre 「パパはにせもの」 - Papa wa Nisemono                                        | 3 aprile 1967     |         |
| 19    | 2     | Guida spensierata 「おてんばドライブ」 - Otenba Doraibu                                     | 10 aprile 1967    |         |
| 20    | -     | 「日曜日のおくりもの」 - Nichiyōbi no Okurimono                                             | 17 aprile 1967    |         |
| 21    | 32    | Mi piaci mamma 「大好きママ」 - Daisuki Mama                                                | 24 aprile 1967    |         |
| 22    | 4     | Povero cane 「かわいいポピー」 - Kawaī Popī                                                 | 1º maggio 1967    |         |
| 23    | -     | 「わんわん騒動」 - Wanwan Sōdō                                                              | 8 maggio 1967     |         |
| 24    | 5     | Il mistero della villa dei fantasmi 「謎の幽霊館」 - Nazo no Yūrei Kanchō                   | 15 maggio 1967    |         |
| 25    | 11    | Il compleanno del nonno 「おじいちゃまの誕生日」 - Ojīchama no Tanjōbi                      | 22 maggio 1967    |         |
| 26    | 53    | Viaggio in pallone 「魔法の風船旅行」 - Mahō no Fūsen Ryokō                                 | 29 maggio 1967    |         |
| 27    | 6     | Cupido è sceso dal cielo 「かわいい天使が降って来た」 - Kawaī Tenshi ga Futtekita           | 5 giugno 1967     |         |
| 28    | 7     | Il sogno di una ballerina 「夢のバレリーナ」 - Yume no Barerīna                             | 12 giugno 1967    |         |
| 29    | 12    | Nient'altro che pasticci 「失敗だらけ」 - Shippai Darake                                    | 19 giugno 1967    |         |
| 30    | 8     | La scuola in disordine 「いたずら学校」 - Itazura Gakkō                                     | 26 giugno 1967    |         |
| 31    | 33    | La felicità di una strega 「魔女のしあわせ」 - Majo no Shiawase                             | 3 luglio 1967     |         |
| 32    | 54    | Sally alla spiaggia 「海辺のサリー」 - Umibe no Sarī                                        | 10 luglio 1967    |         |
| 33    | 10    | Sally la futura sposa 「サリーの花嫁さん」 - Sarī no Hanayome-san                           | 17 luglio 1967    |         |
| 34    | 9     | Il tesoro in fondo al mare 「海の宝物」 - Umi no Takaramono                                 | 24 luglio 1967    |         |
| 35    | 21    | La ragazza fantasma 「幽霊少女」 - Yūrei Shōjo                                              | 31 luglio 1967    |         |
| 36    | 34    | Stringendo la mano al leone 「ライオンと握手」 - Raion to Akushu                            | 7 agosto 1967     |         |
| 37    | 13    | La strada dei fumetti 「東京マンガ通り」 - Tōkyō Manga Tōri                                 | 14 agosto 1967    |         |
| 38    | 14    | Un bambino cattivo 「わんぱく大将」 - Wan paku taishō                                       | 21 agosto 1967    |         |
| 39    | -     | 「おかしな転校生」 - Okashina tenkōsei                                                      | 28 agosto 1967    |         |
| 40    | 35    | Taro il bambino senza padre 「かぎっ子太郎」 - Kagikko Tarō                                 | 4 settembre 1967  |         |
| 41    | 36    | Yoshiko diventa cane 「よっちゃんいぬになる」 - Yotchan inu ni naru                         | 11 settembre 1967 |         |
| 42    | 23    | Predizioni magiche 「魔法のうらない」 - Mahō no uranai                                      | 18 settembre 1967 |         |
| 43    | 22    | Un'allieva difficile 「こまった生徒」 - Komatta seito                                       | 25 settembre 1967 |         |
| 44    | 37    | L'incantesimo 「魔法を見ちゃった！」 - Mahō o michatta!                                     | 2 ottobre 1967    |         |
| 45    | 24    | La parata degli scribacchini 「ラクガキパレード」 - Rakugakiparēdo                          | 9 ottobre 1967    |         |
| 46    | 26    | Il distintivo invisibile 「見えないバッジ」 - Mienai bajji                                  | 16 ottobre 1967   |         |
| 47    | 27    | Voglio essere una strega 「魔女になりたい」 - Majoninaritai                                 | 23 ottobre 1967   |         |
| 48    | 38    | Sally in pericolo 「サリーのピンチ」 - Sarī no pinchi                                       | 30 ottobre 1967   |         |
| 49    | 39    | La ragazza del circo 「サーカスの少女」 - Sākasu no shōjo                                   | 6 novembre 1967   |         |
| 50    | -     | 「まごころのかけ橋」 - Magokoro no kakehashi                                                | 13 novembre 1967  |         |
| 51    | 28    | Il profumo della mamma 「おかあちゃんの匂い」 - O ka a-chan no nioi                         | 20 novembre 1967  |         |
| 52    | 29    | Non arrenderti Sally 「がんばれサリー」 - Ganbare sarī                                      | 27 novembre 1967  |         |
| 53    | 41    | Il re della mensa 「給食の王様」 - Kyūshoku no ōsama                                        | 4 dicembre 1967   |         |
| 54    | 57    | Il pupazzo di neve 「ミスター雪だるま」 - Misutā yukidaruma                                 | 11 dicembre 1967  |         |
| 55    | 45    | Un'amicizia natalizia 「友情のクリスマス」 - Yūjō no kurisumasu                             | 18 dicembre 1967  |         |
| 56    | -     | 「もちつき騒動」 - Mochi-tsuki sōdō                                                         | 25 dicembre 1967  |         |
| 57    | 46    | Tre birichini dal paese della magia 「魔法のわんぱく三人組」 - Mahō no wan paku san'ningumi | 1º gennaio 1968   |         |
| 58    | 42    | Lo sgobbone 「点取虫よさようなら」 - Tentorimushi yo sayōnara                               | 8 gennaio 1968    |         |
| 59    | 48    | Accadde su una montagna 「冬山のできごと」 - Fuyuyama no deki-goto                          | 15 gennaio 1968   |         |
| 60    | 16    | Il piccolo giardino di Pony 「ポニーの花園」 - Ponī no Hanazono                             | 22 gennaio 1968   |         |
| 61    | -     | 「北風の子」 - Kitakaze no ko                                                               | 29 gennaio 1968   |         |
| 62    | 18    | La terra natale di Sally 「サリーのふるさと」 - Sarī no furusato                            | 5 febbraio 1968   |         |
| 63    | -     | 「青い目のお友だち」 - Aoimoku no o tomodachi                                               | 12 febbraio 1968  |         |
| 64    | 20    | L'album magico 「魔法のスケッチブック」 - Mahō no suketchibukku                             | 19 febbraio 1968  |         |
| 65    | 40    | Dov'è mio fratello? 「お兄さんはどこに」 - Onīsan wa doko ni                                | 26 febbraio 1968  |         |
| 66    | 30    | La ragazza col cane 「老犬と少女」 - Rōken to shōjo                                         | 4 marzo 1968      |         |
| 67    | -     | 「いたずら大作戦」 - Itazura dai sakusen                                                    | 11 marzo 1968     |         |
| 68    | -     | 「サリー大いにいかる」 - Sarī ōini ikaru                                                    | 18 marzo 1968     |         |
| 69    | 49    | Il pesce d'aprile 「魔法のエイプリルフール」 - Mahō no eipurirufūru                         | 25 marzo 1968     |         |
| 70    | -     | 「みんなバラバラ」 - Min'na barabara                                                        | 1º aprile 1968    |         |
| 71    | 55    | La sposa del maestro 「先生の花嫁さん」 - Sensei no hanayome-san                            | 8 aprile 1968     |         |
| 72    | 52    | Un processo nel regno della magia 「魔法の国の裁判」 - Mahō no kuni no saiban               | 15 aprile 1968    |         |
| 73    | 50    | Le vacanze di Sally 「サリーの休日」 - Sarī no kyūjitsu                                     | 22 aprile 1968    |         |
| 74    | -     | 「鯉のぼりとカシワモチ」 - Koinobori to kashiwamochi                                        | 29 aprile 1968    |         |
| 75    | 60    | Il piccolo orso Pootan 「子ぐまのプータン」 - Ko guma no pūtan                              | 6 maggio 1968     |         |
| 76    | 62    | Polon l'angelo 「ポロロン天使」 - Pororon tenshi                                            | 13 maggio 1968    |         |
| 77    | 65    | La piccola strega 「小さな魔法使い」 - Chīsana mahōtsukai                                   | 20 maggio 1968    |         |
| 78    | 63    | La festa scolastica 「魔法の学園祭」 - Mahō no gakuen-sai                                   | 27 maggio 1968    |         |
| 79    | -     | 「ミニミニ奥さま」 - Mini mini okusama                                                      | 3 giugno 1968     |         |
| 80    | -     | 「あした天気になーれ」 - Ashita tenki ni naare                                              | 10 giugno 1968    |         |
| 81    | 66    | Sally la fotografa 「サリーのカメラマン」 - Sarī no kameraman                               | 17 giugno 1968    |         |
| 82    | 58    | Gli occhiali non piacciono 「おしゃれメガネ」 - Oshare megane                               | 24 giugno 1968    |         |
| 83    | 61    | Lacrime preziose 「涙の宝石」 - Namida no hōseki                                            | 1º luglio 1968    |         |
| 84    | 79    | La bambola brutta 「みにくい人形」 - Minikui ningyō                                         | 8 luglio 1968     |         |
| 85    | 82    | La scuola domenicale 「日曜学校」 - Nichiyō gakkō                                           | 15 luglio 1968    |         |
| 86    | 68    | Chi farà la parte di Cenerentola? 「シンデレラ姫は誰か」 - Shinderera hime wa dare ka       | 22 luglio 1968    |         |
| 87    | 81    | L'elicottero dell'amore 「愛のつばさ」 - Ai no Tsubasa                                      | 29 luglio 1968    |         |
| 88    | 70    | Dateci un posto per giocare 「遊び場をかえせ」 - Asobiba o kaese                            | 5 agosto 1968     |         |
| 89    | -     | 「バンザイ!キャンプファイヤー」 - Banzai! Kyanpufaiyā                                       | 12 agosto 1968    |         |
| 90    | 67    | Il pesce d'oro e i campanelli cinesi 「金魚と風鈴」 - Kingyo to fūrin                       | 19 agosto 1968    |         |
| 91    | 80    | L'albero dell'amicizia 「別れの記念樹」 - Wakare no kinenju                                 | 26 agosto 1968    |         |
| 92    | 78    | I tesori segreti 「秘密の宝もの」 - Himitsu no takaramono                                   | 2 settembre 1968  |         |
| 93    | 83    | Sally è scomparsa 「消えたサリー」 - Kieta sarī                                             | 9 settembre 1968  |         |
| 94    | -     | 「いたずらっ子」 - Itazura-kko                                                              | 16 settembre 1968 |         |
| 95    | 72    | Corri D-51, corri! 「走れデゴイチ」 - Hashire degoichi                                      | 23 settembre 1968 |         |
| 96    | -     | 「ちびっ子大騒動」 - Chibi-kko ōsōdō                                                        | 30 settembre 1968 |         |
| 97    | 73    | Il grande Budda cammina 「歩きだした大仏さま」 - Aruki dashita daibutsu-sama                | 7 ottobre 1968    |         |
| 98    | 85    | Urrà! Le olimpiadi 「バンザイ!オリンピック」 - Banzai! Orinpikku                            | 14 ottobre 1968   |         |
| 99    | 84    | La principessa Kaguya 「サリーのかぐや姫」 - Sarī no kaguyahime                             | 21 ottobre 1968   |         |
| 100   | 74    | La scimmietta dispettosa 「ほらふき和尚さん」 - Hora fuki oshō-san                          | 28 ottobre 1968   |         |
| 101   | -     | 「地上最大のいたずら」 - Chijō saidai no itazura                                            | 4 novembre 1968   |         |
| 102   | 76    | La nonna terribile 「ものすごいお婆さん」 - Monosugoi obāsan                                | 11 novembre 1968  |         |
| 103   | 75    | Forza ragazze! 「負けるな!三人娘」 - Makeruna! San'ninmusume                                | 18 novembre 1968  |         |
| 104   | 77    | Sally domestica ad ore 「サリーのお手伝いさん」 - Sarī no otetsudai-san                     | 25 novembre 1968  |         |
| 105   | -     | 「最後の魔術師」 - Saigo no majutsu-shi                                                     | 2 dicembre 1968   |         |
| 106   | -     | 「あこがれの舞妓さん」 - Akogare no maiko-san                                               | 9 dicembre 1968   |         |
| 107   | 88    | L'avventura di Sally nella tempesta di neve 「吹雪に立つ少女」 - Fubuki ni tatsu shōjo      | 16 dicembre 1968  |         |
| 108   | 89    | Ninna nanna per Polon 「ポロンの子守唄」 - Poron no komori-uta                              | 23 dicembre 1968  |         |
| 109   | 90    | Addio Sally 「さよならサリー」 - Sayonara Sarī                                              | 30 dicembre 1968  |         |

#### Edizione italiana
| Nº | Titolo italiano                      |
| 3  | Caro micetto                         |
| 15 | Uno strano tipo                      |
| 17 | La grande maratona                   |
| 19 | L'amica americana                    |
| 25 | L'unione fa la forza                 |
| 31 | Sabato vacanza a scuola              |
| 43 | Il folletto pazzerello               |
| 44 | La torta di capodanno                |
| 47 | Sally si arrabbia                    |
| 51 | Sally si dà da fare                  |
| 56 | Il vecchio uomo della pioggia        |
| 59 | Noi vogliamo le bandiere             |
| 64 | La bambina piccola piccola           |
| 69 | La disobbedianza di Polon            |
| 71 | Sally ballerina della strada di Gion |
| 86 | Il folletto della montagna           |
| 87 | La bacchetta magica di Satana        |